# Дјер
Дјер (фр. Dierre) је насељено место у Француској у региону Центар, у департману Ендр и Лоара.
По подацима из 2011. године у општини је живело 574 становника, а густина насељености је износила 55,89 становника/km².

## Демографија
| 1962. | 1968. | 1975. | 1982. | 1990. | 2011. |
| ----- | ----- | ----- | ----- | ----- | ----- |
| 441   | 426   | 408   | 416   | 464   | 574   |